# Hugo Schmölz

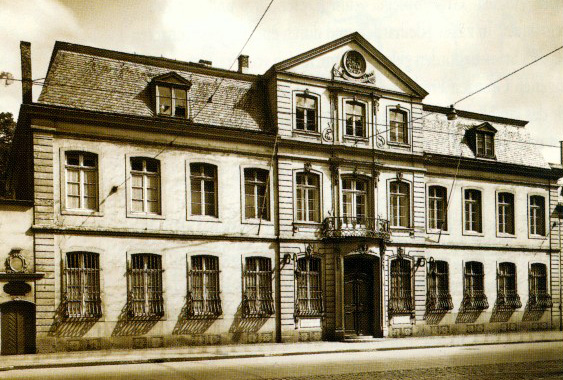
Hugo Schmölz: Bývalý Arcibiskupský palác v Kolíně nad Rýnem, postavený v roce 1758

Hugo Schmölz (21. ledna 1879 Sonthofen - 27. dubna 1938 Kolín nad Rýnem) byl německý fotograf.

## Život
Po studiu fotografie v Kemptenu - po mnoha „mezistanicích“ (například Curych, Mnichov, Berlín, Mannheim) si v roce 1911 otevřel portrétní studio s Eugenem Bayerem v Köln-Nippes. Soustředil se na fotografii architektury, zejména v Kolíně.
V roce 1903 se oženil s Julií Rödlovou, spolu měli dvě dcery a jednoho syna - Karla Huga Schmölze.

## Dílo
Hugo Schmölz byl schopen fotografovat velmi náročné architektonické záběry.
...při fotografování interiérů elektrárny na Bodamském jezeře musel vyřešit problém ve strojovně s automaty za skleněnou stěnou - situace s protisvětlem, které se obávají snad všichni fotografové architektury. Hugo Schmölz vyřešil problém tím, že přední sklo úplně zakryl černým papírem,... s negativem o rozměrech 30 x 40 cm musel mít úspěch...
Karl Hugo Schmölz a Rolf Sachsse, „Hugo Schmölz – Fotografierte Architektur 1924-1937“
Mezi jeho klienty patřili, mimo jiné, následující architekti: Dominikus Böhm, Hans Heinz Lüttgen, Joseph Op gen Oorth, Edmund Bolten, Martin Kießling, Jacob Koerfer, architekti společnosti Karl Wach & Heinrich Rosskotten, Dickerhoff, (Markthalle Bonntor), Fritz August Breuhaus de Groot a Wilhelm Riphahn.
Pořídil navíc reklamní záběry mimo jiné pro následující firmy: Worringer, Bauer und Schaurte, Gerling, Soennecken, Stüssgen, Norton, Glaswerke.

## Galerie

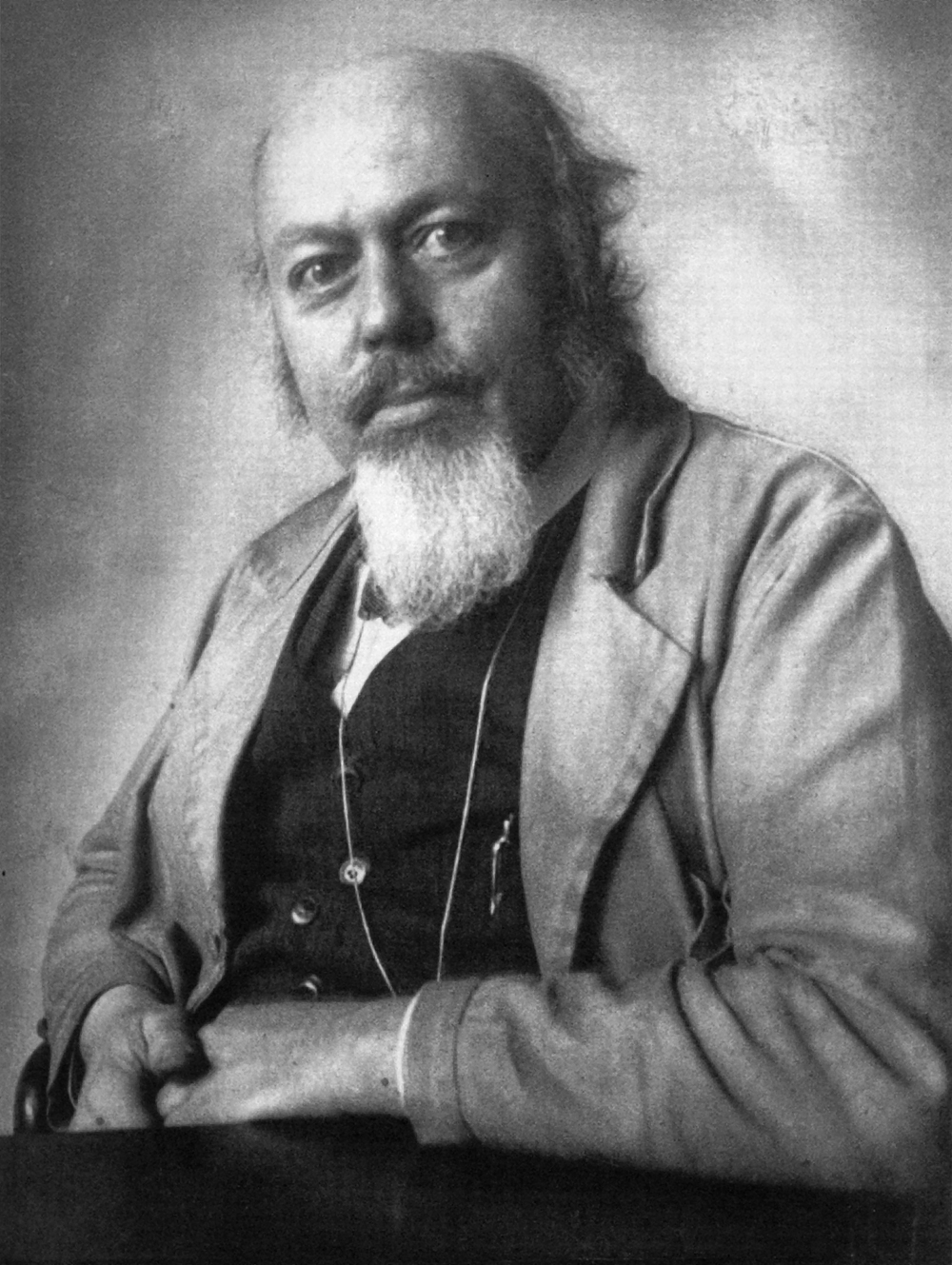
Dominikus Böhm, architekt
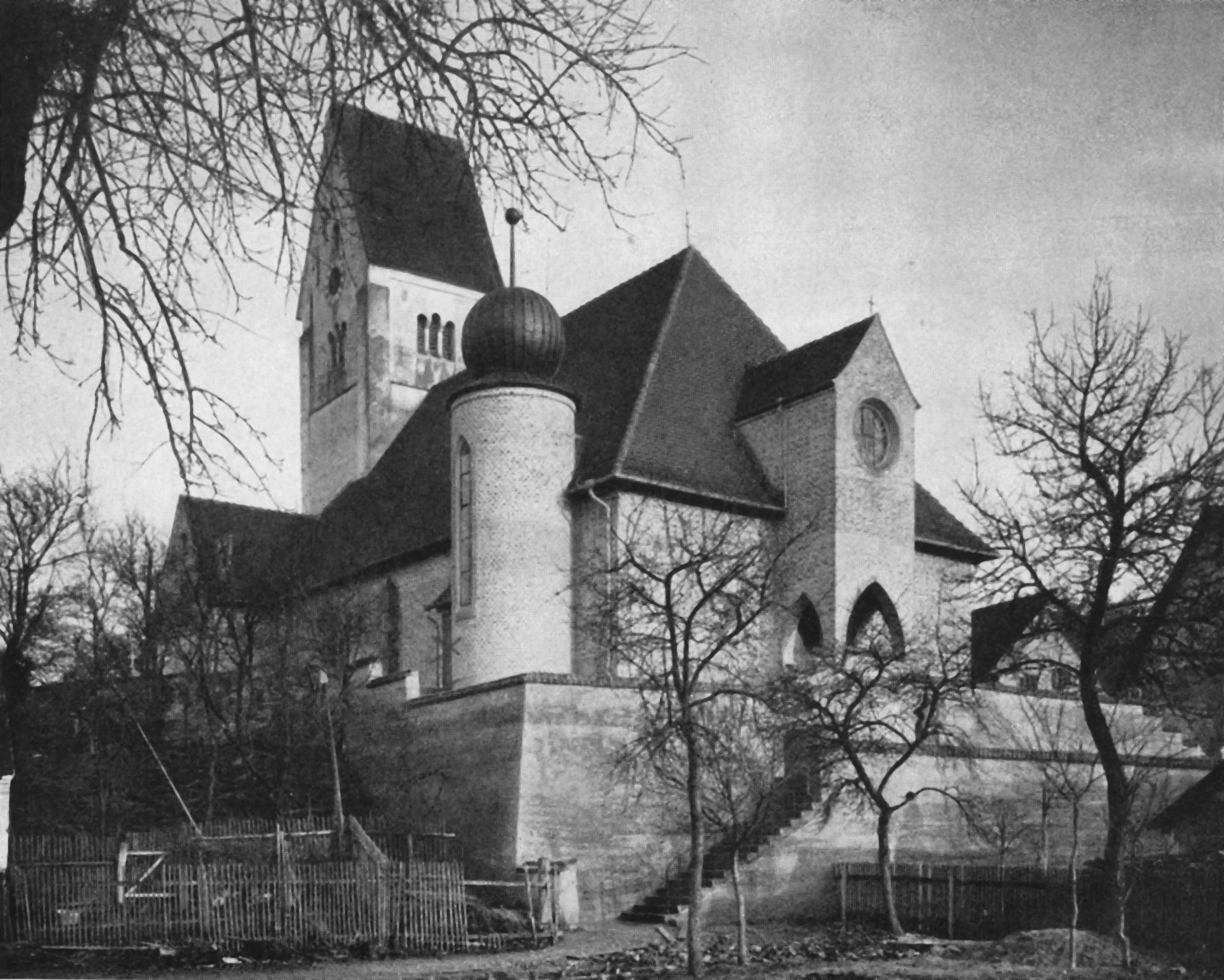
Dorfkirche Freihalden, Architekt: Dominikus Böhm
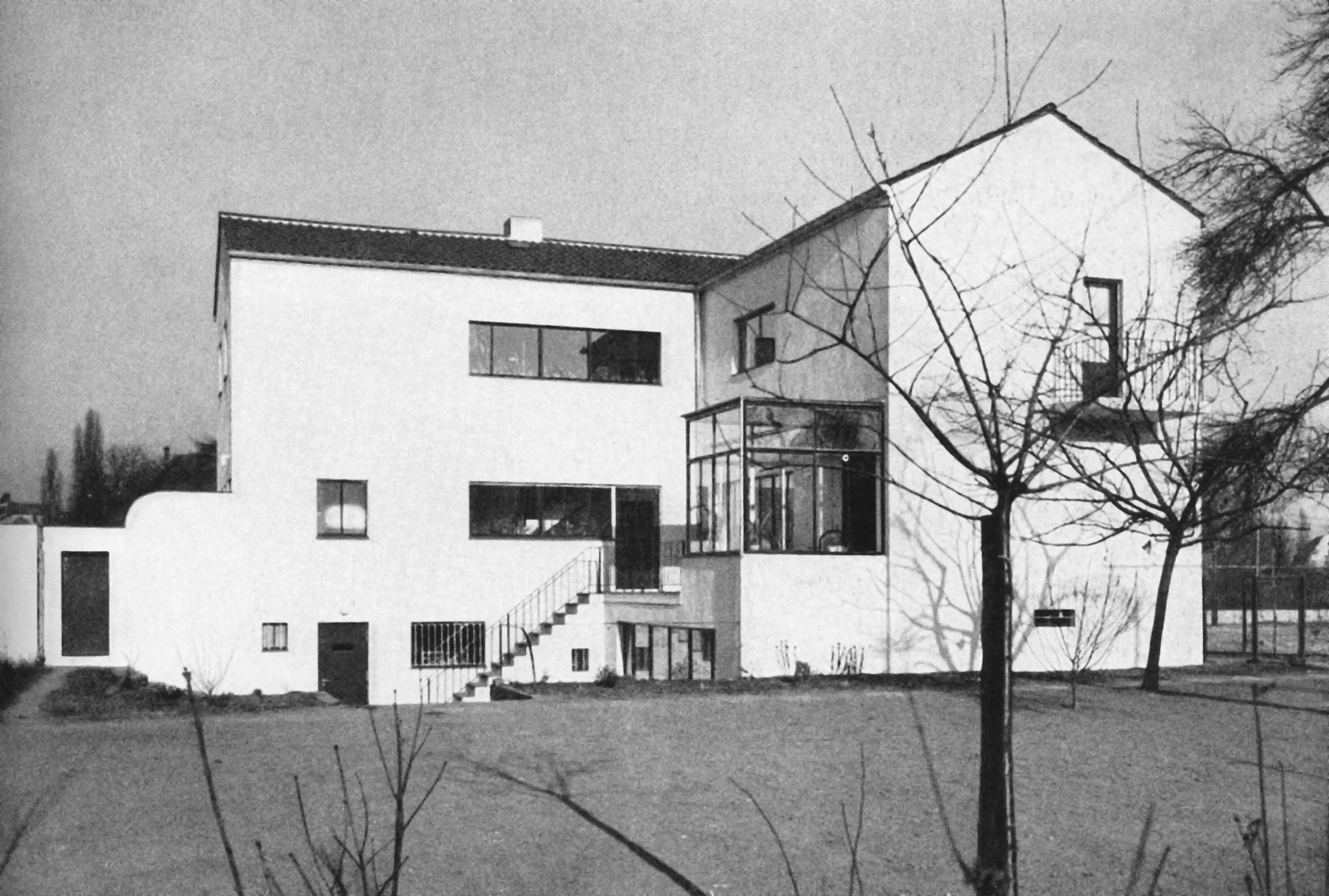
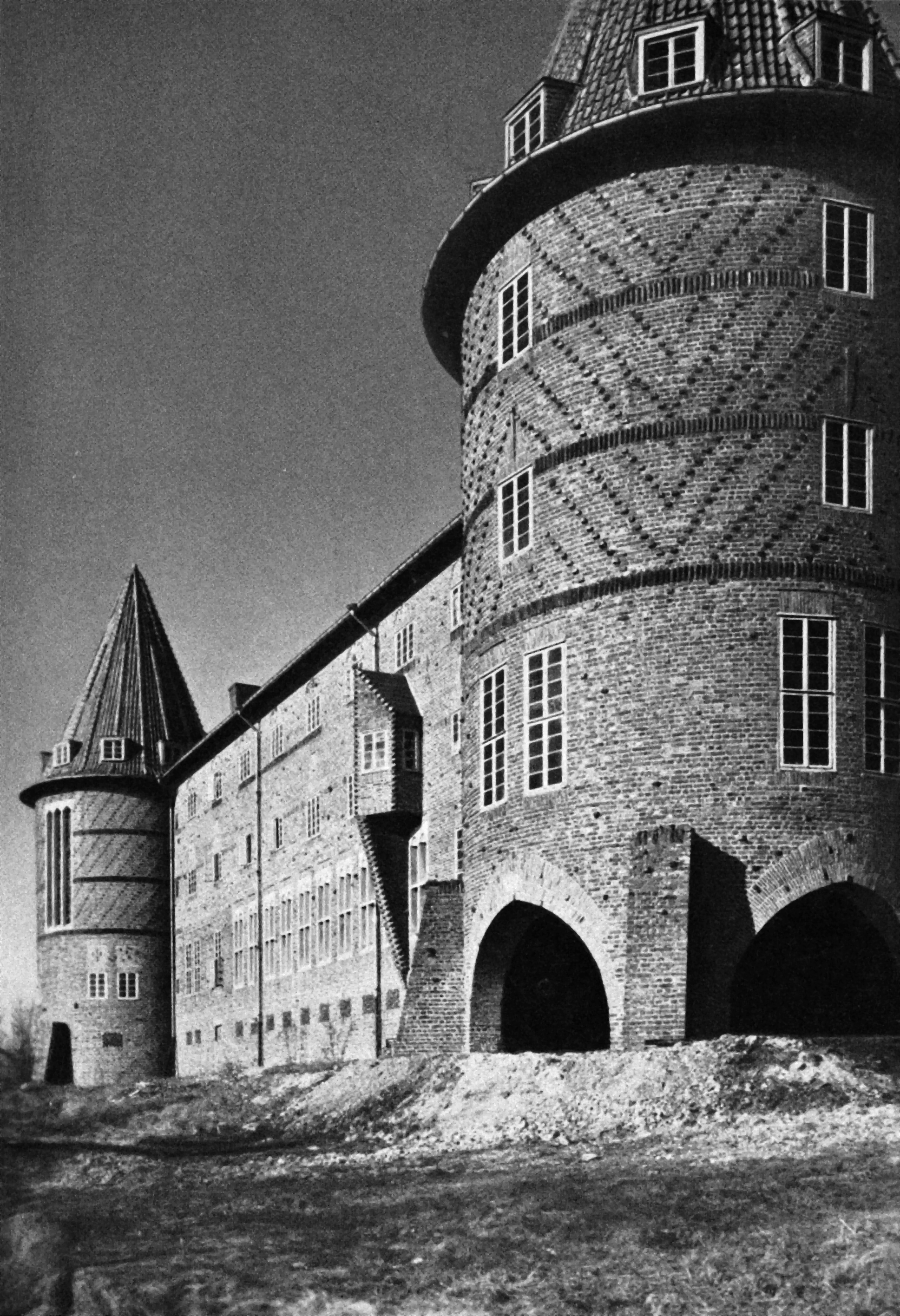
Klášter St. Benedigt, Nizozemsko
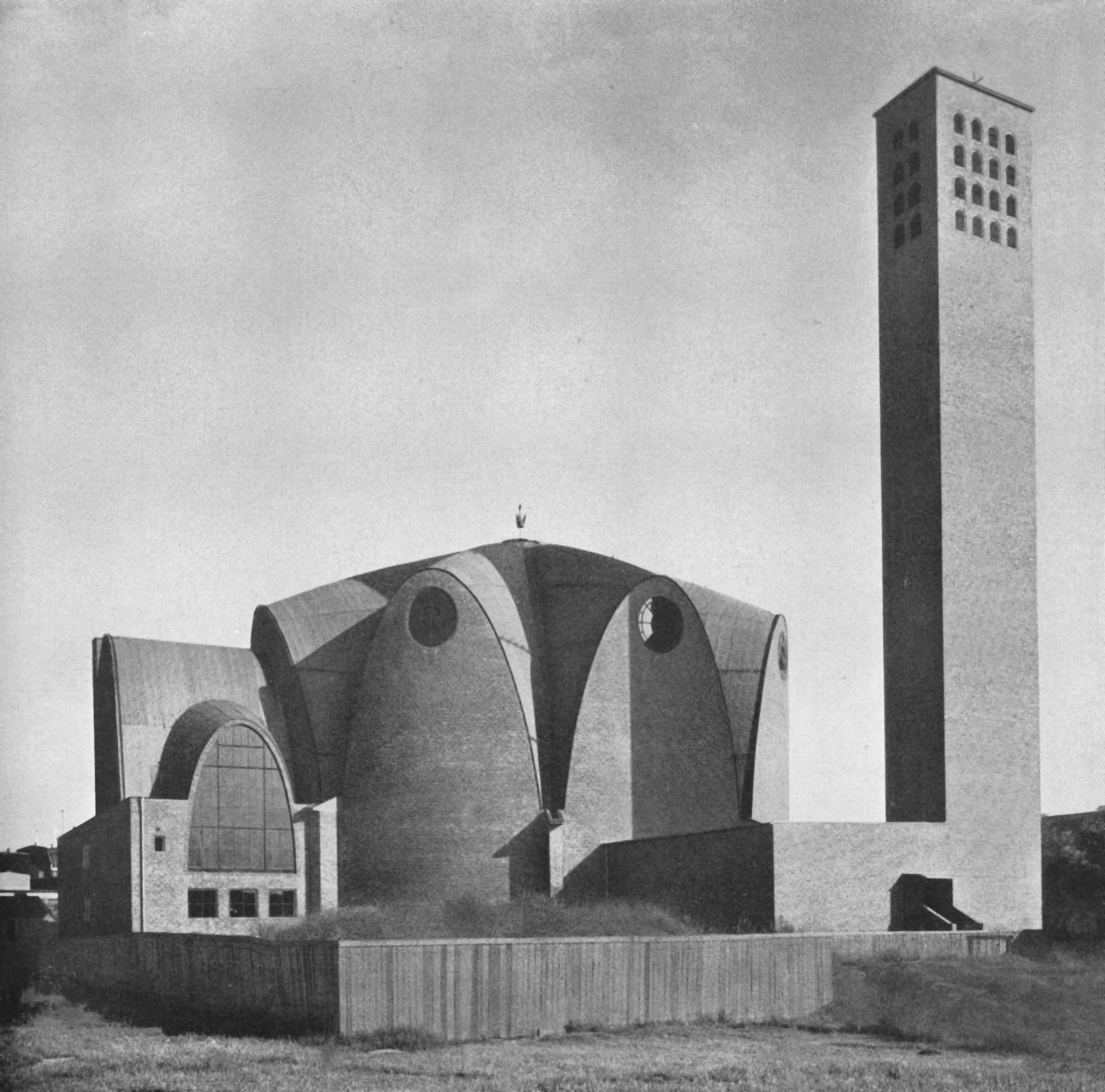
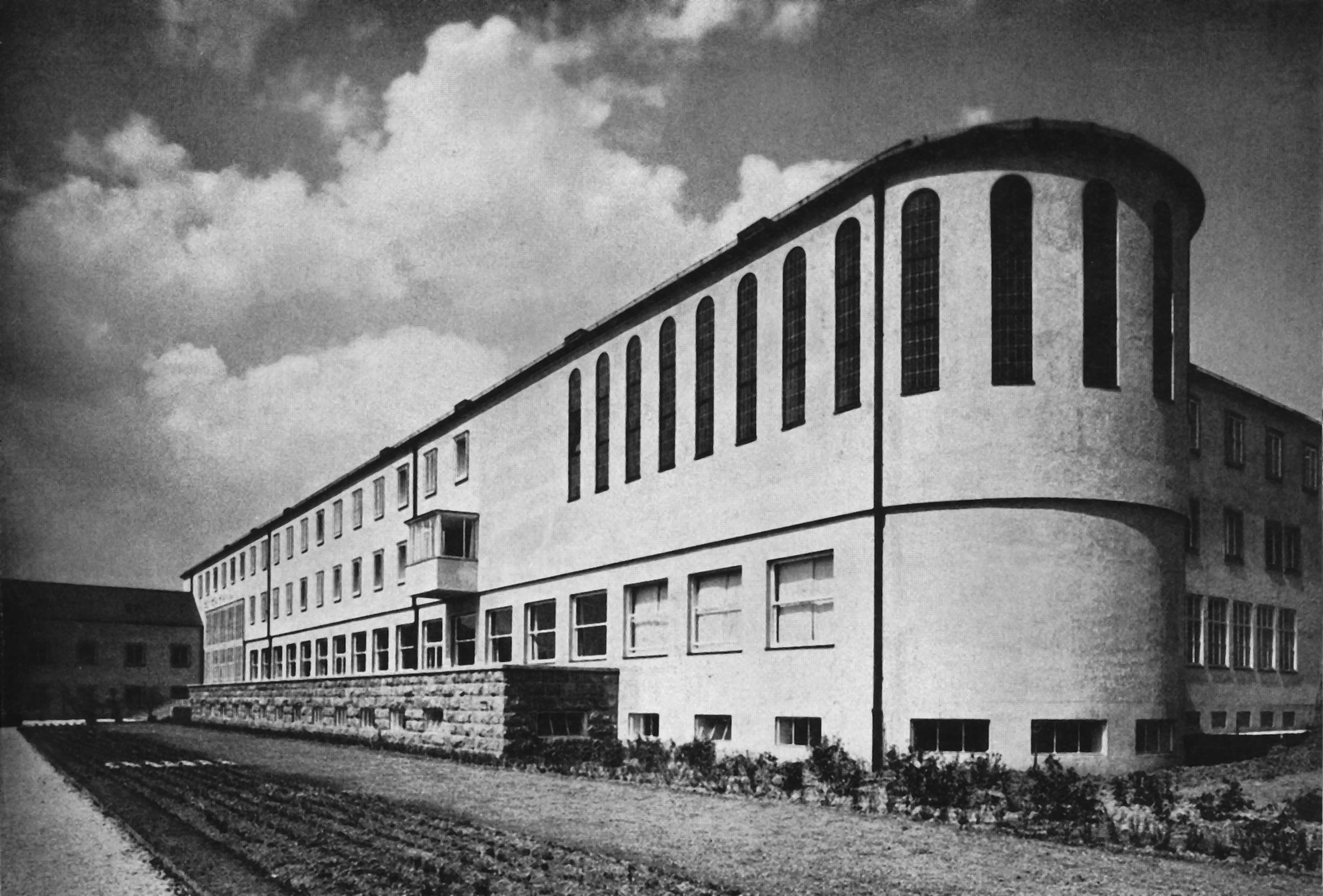
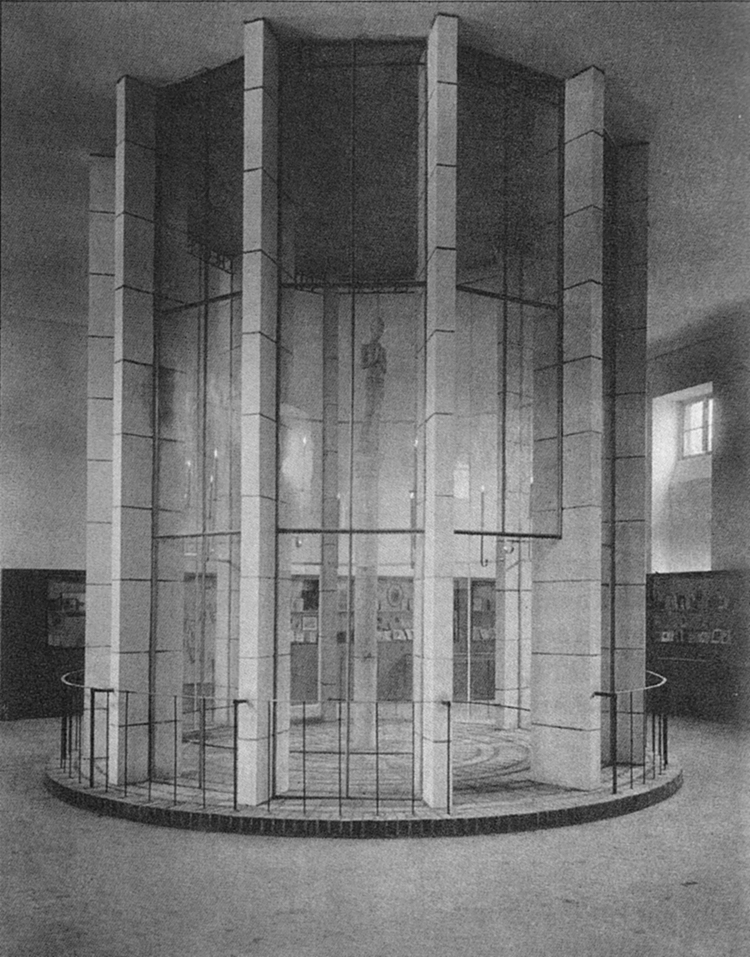

### Publikace
- Fotografierte Architektur 1924-1937 von Karl Hugo Schmölz und Rolf Sachsse , München 1972
- Köln lebt - Fotografien von Hugo und Karl Hugo Schmölz von Reinhold Mißelbeck, J. P. Bachem Verlag Köln 1995, ISBN 3-7616-1157-9